# Snowdonia Dischi
La Snowdonia è un'etichetta discografica indipendente italiana, fondata nel 1997 da Cinzia La Fauci, Alberto Scotti (entrambi componenti dei Maisie) e Marco Pustianaz.

## Storia
Snowdonia nasce come fanzine e tape label, da un'idea di Marco Pustianaz, che la fondò a Torino nei primi anni ottanta; nel 1997, viene ripresa e reinventata come etichetta discografica indipendente dai messinesi Alberto Scotti e Cinzia La Fauci, anche se già in precedenza erano uscite in allegato con la fanzine alcune musicassette e un vinile, in 7".
L'etichetta si distingue per un totale disinteresse verso le regole di mercato, seguendo un proprio percorso a 360°, che spazia tra vari generi musicali: dal cantautorato all'indie pop, dal Avant-progressive rock all'elettronica d'avanguardia, fino ad autori vicini alla musica contemporanea.
Fin dal primo disco pubblicato, "Orchestre Meccaniche Italiane", nel 1997, l'etichetta raccolse intorno a sé musicisti d'avanguardia, creativi, non derivativi, realizzando quella che fu definita da Blow Up "... la miglior raccolta di musica composta in Italia da moltissimi anni a questa parte, anche perché nella sua eterogeneità dimostra una coerenza ferrea".
La Snowdonia, promuovendo con il proprio ufficio stampa questo primo progetto, lo inviò anche a John Zorn, il quale, in seguito all'ascolto, li contattò e decise di produrre Giustino Di Gregorio, con il moniker Sprut, primo disco italiano pubblicato dalla Tzadik Records. (Fonte: Blow Up - Dicembre 1999)
Tra le pubblicazioni da ricordare dell'etichetta sono Siamo nati vegetali di Andrea Tich (che in precedenza incise per la Cramps Records), Il Silenzio del mondo di Stefano Testa (storico cantautore progressive, già attivo in epoca beat con il gruppo "Gli Scorpioni"), gli Aerodynamics, trio synth pop, divenuti in seguito la band di culto I Camillas, UKIJOE/Mondi fluttuanti di Claudio Milano, compositore d'avanguardia, Gli anni di Globiana dei Le Masque (storica band della New wave italiana, precedentemente pubblicata dalla EMI, premiata al Premio Tenco), La prima gratta di Bugo, primo disco dell'artista ecclettico, passato poi alla Universal Music Group, il primo album delle Allun, band di Stefania Alos Pedretti (Bugo e Allun furono coprodotti con Bar La Muerte di Bruno Dorella).
Nel corso degli anni la Snowdonia ha sempre avuto una meravigliosa accoglienza sulla carta stampata specializzata nazionale e sulle riviste digitali, speciali di numerose pagine su XL (Repubblica),varie interviste di più pagine su Rockerilla,  Blow Up, interviste in trasmissioni televisive nazionali sia musicali, sia legate al mondo dell'arte in generale che all'imprenditoria (Tele+ "Com'è" rubrica "Musica molto strana", Tele Cinco, RAI DUE "Eurozone", speciale su Snowdonia del giornalista Giuseppe Ardica), interviste in radio nazionali tra cui Radio Popolare, RadioRai, attenzione dei media che è il risultato di una scelta editoriale curata e di qualità; negli anni '20 moltissime recensioni dei dischi di Snowdonia, oltre che parlare degli album, citano la storia, il valore e l'importanza dell'etichetta.
- 13 e 14 Settembre 1999: Snowdonia porta la sua musica e il Leopollo al Fringe Festival - Stazione Leopolda - Firenze

Andrea Mi, responsabile insieme a Francesca Acciai della sezione musica del Fringe Festival 1999 "GenerAzioni creative", realizzato alla Stazione Leopolda a Firenze, invita la Snowdonia a gestire lo spazio musicale di due giorni della manifestazione. Snowdonia allestirà uno spettacolo di ispirazione circense il cui protagonista è il Leopollo, animale immaginario nato per la Leopolda, Leone d'animo e Pollo nell'aspetto, che inneggia alla libertà creativa e d'espressione. In uno spettacolo in cui si vedranno girare vari artisti in costume che raccontano storie di vita del Leopollo, suoneranno Bugo, Nando Meet corrosion, Faccions, Allun, Dr Subman, Flamboyants.
Canale Cinco, importante canale televisivo nazionale spagnolo, in uno speciale in cui si parla del "rinascimento culturale" di Firenze, inserirà il Fringe festival e intervisterà Cinzia La Fauci, il Leopollo, le fidanzate del Leopollo e alcuni degli artisti snowdoniani coinvolti, oltre al fondatore della Snowdonia Marco Pustianaz. 

- Dicembre 1999: Snowdonia in copertina su Blow Up

L'etichetta, a tutt'oggi, vanta l'onore, unico caso per un'etichetta discografica, di essere stata copertina della prestigiosa rivista musicale Blow Up (rivista), nel dicembre 1999, numero 19, che includeva un articolo curatissimo, di ben otto pagine, scritto dal giornalista Francesco Vignotto.
- MEI 2005: premio miglior sito WEB

Nel 2005 Il Meeting delle etichette indipendenti conferisce alla Snowdonia il premio MIGLIOR SITO MEI 2005, con la seguente motivazione: "Si è scelto il sito web di Snowdonia in quanto riesce a interpretare al meglio tutte le sfaccettature della label siciliana e perché con il suo essere colorato, divertente e irriverente, ma al contempo funzionale e tecnicamente ineccepibile, si lascia navigare con estremo piacere. Godibile ed utile, divertente ed esauriente, ha colpito gli addetti ai lavori quanto il pubblico."  Tratto dal Comunicato stampa, su rockol.it.
- 2006 Snowdonia entra nelle enciclopedie: L'enciclopedia del Rock Italiano - Arcana edizioni, dedica una pagina intera a ciascuno dei sottocitati musicisti di Snowdonia. L'enciclopedia di Piero Scaruffi, nella sezione Rock musicians of the 2000s, dedica una pagina ai Maisie

Tra i gruppi dell'etichetta i Maisie, Andrea Tich, Le Forbici di Manitù, i Le Masque, vantano l'onore di avere una intera pagina a loro dedicata sull'Enciclopedia del rock italiano - Arcana Edizioni - 2006. I Maisie hanno anche ricevuto l'attenzione del critico Piero Scaruffi, che li ha inseriti, con una scheda, nella sua enciclopedia della Storia della Musica italiana, nella sezione Rock musicians of the 2000s. https://www.scaruffi.com/vol7/maisie.html

- 2015: Due pagine su Snowdonia nel volume "Solchi sperimentali Italia. 50 anni di italiche musiche altre"[1].

"Solchi sperimentali Italia. 50 anni di italiche musiche altre" della Crac Edizioni dedica due pagine alla storia della Snowdonia, raccontata da Cinzia La Fauci.
- 2015: "Solchi sperimentali Italia. 50 anni di italiche musiche altre"[1]: Antonello Cresti, autore del volume enciclopedico dedicato alla musica sperimentale in Italia, dedica grande spazio a vari musicisti di Snowdonia.

Claudio Milano con il suo progetto NichelOdeon (intervista e recensione ppgg 126÷128), i DeadBurger (scheda su "La fisica delle nuvole" ppgg 133÷134), Le Forbici di Manitù (intervista e recensione ppgg 201÷203), Andrea Tich (intervista ppgg 208÷209), Larsen Lombriki (scheda pg 215), Gomma Workshop (scheda pg 219), Central Unit (scheda pg 284).
- 2018: Due cantanti di Snowdonia inserite nella lista delle migliori cantanti italiane emerse dopo il 2000 per Onda rock

Nel 2018, dopo l’uscita del disco Maledette Rockstar, due delle tre cantanti dei Maisie, Cinzia La Fauci e Carmen D’Onofrio, sono state inserite da Ondarock nella prestigiosa selezione  Rock in Onda La carica delle Millennials Cantanti italiane post-2000, su ondarock.it. ovvero "Una panoramica sulle migliori cantanti italiane emerse dopo il 2000".
- 2020: Maisie - Maledette Rockstar: miglior disco progressive degli ultimi 20 anni per ROLLING STONE e tra i 50 classici da scoprire degli anni '20 per RUMORE

Sono da citare i Maisie, con i loro dischi eletti da numerose prestigiose riviste musicali disco del mese e disco dell'anno: Morte a 33 giri, Balera metropolitana, Dal diario di Luigi La Rocca, cittadino e Maledette Rockstar, album che è stato messo al primo posto della Top Ten I 10 migliori dischi di gruppi prog italiani usciti negli ultimi 20 anni, su rollingstone.it. da Fabio Zuffanti, e da Rumore (rivista) come uno dei 50 classici da scoprire degli ultimi 20 anni 

- 2023: l'album AA.VV. "Un sentito omaggio a Rodolfo Santandrea", cd ufficiale MEI 2023, nella top ten dischi dell'anno per Blow Up (rivista)

Presentato all'apertura del MEI con un concerto, a Faenza, il 6 ottobre 2023, "Un sentito omaggio a Rodolfo Santandrea", album prodotto da Snowdonia insieme al Meeting delle etichette indipendenti, cd ufficiale del M.E.I. 2023, è un progetto collettivo in cui i musicisti invitati da Snowdonia hanno realizzato una propria versione di una canzone di Rodolfo Santandrea, eccellente cantautore faentino che, nel 1984, vinse il premio della critica al Festival di Sanremo. Geniale, creativo e non allineato, pubblicò quattro album: la forza delle sue canzoni rivive in nuova forma in questo progetto che è stato accolto magnificamente dalla stampa e che è stato inserito da Blow Up (rivista) nella Top Ten Classic dei dischi più belli dell'anno. 

- 2023 curiosità: Snowdonia appare come definizione nei Rebus

Snowdonia appare tra le definizioni del rebus pubblicato nel numero di Blow Up (rivista)  di Dicembre 2023, al 29 orizzontale. Insieme a Snowdonia anche Vittorio Nistri, membro dello storico gruppo DeadBurger, legato a Snowdonia da anni, appare come 48 orizzontale. 

- Le compilation tematiche

Da segnalare le numerose compilation a tema (la pornografia, la gastronomia, la fantascienza, fino a un curioso progetto dal titolo Lo zecchino d'oro dell'underground, in cui ogni artista ha eseguito un proprio brano in duetto con uno o più bambini), alle quali hanno anche partecipato, con brani inediti, musicisti importanti della storia della musica italiana e internazionale, tra cui i Marlene Kuntz. Tantissimi, infatti, sono stati i musicisti coinvolti nelle compilazioni, nelle produzioni, nei dischi e nei progetti dell'etichetta: 

- Amy Denio
- Flavio Giurato
- Mario Castelnuovo
- Roy Paci
- Jacopo Andreini
- Andrea Azzali
- Doctor Nerve
- Trumans Water
- David fenech
- MSBR
- Marlene Kuntz
- Starfuckers
- Screaming Floor
- Zeek Sheck
- Day & Taxi
- Chris Carter ex Throbbing Gristle ora Chris and Cosey
- Cosey Fanny Tutti ex Throbbing Gristle ora Chris and Cosey
- Gianni Gebbia
- Arto Lindsay
- Gabriel Zagni
- Rafael Toral
- Giovanni Lindo Ferretti
- Ella Guru
- Kryptasthesie
- Anatrofobia
- Timet
- Daniele Brusaschetto
- Omoide Hatoba
- Otomo Yoshihide
- Simon Balestrazzi
- Riccardo Zanotti dei Pinguini Tattici Nucleari
- Bugo

## Artisti principali
- Aidoru
- Allun
- Andrea Tich
- Ance
- Deadburger
- Fausto Balbo
- Bugo
- Haxel Garbini
- Jet Set Roger
- Egokid
- Gomma Workshop
- K-Conjog
- Larsen Lombriki
- Le Forbici di Manitù
- Le Masque
- Claudio Milano
- Maisie
- Masoko
- OSSI
- Transgender
- Trespassers W

## Distribuzione
I dischi dell'etichetta vengono distribuiti da Audioglobe.